# Formas distintas
Formas distintas es el segundo disco de Carolina Bossa (rock-pop). En el mismo, la autora y compositora rosarina presenta 12 temas, en los cuales coquetea con diversos estilos rítmicos como Rock, Pop y Jazz.

Con respecto de la poesía, nos muestra una búsqueda impresionante, citamos un extracto del tema Soy:

"Soy como, una cuerda no tañida que espera 

el momento de vibrar al compás de alguna nueva sensación.

Sin la música que vive, habita en mis entrañas, 

soy sólo un espejismo de lo que puede haber sido."

Grabaron este disco Carolina Bossa (voz y guitarra eléctrica y guitarra acústica) / Gea Álvarez (bajo) / Marcos D'atri (batería)

El CD, que es editado a través del sello ABA Records y de Warner Chapell Music Argentina, incluye ilustraciones del artista plástico Matías Ulrich.

Formas distintas fue grabado y masterizado en el estudio Casa Frida por Hernán
Caratozzolo, con la producción artística de Carolina Bossa.

## Temas
1 – La quimera

2 – Algo

3 – Soy

4 – Corazón desierto

5 - Ella

6 – La ilusión

7 - Cuerpo sin alivio

8 – La vela

9 – Época de pérdidas

10 – Hasta vos

11 – Sin alas

12 – Principio y fin + bonus track
Todos los temas fueron compuestos por Carolina Bossa.

## Músicos invitados
- Germán Gilio: Guitarra en Ella
- Brian Gilio: Percusión en Ella
- Juan Borría: Trompeta en Hasta vos
- Gabriel De Castro: Coros en La ilusión
- Nicolás Riccardi: Teclado en Corazón desierto.